# Cornelia Gallonia
Cornelia Gallonia war möglicherweise eine römische Kaiserin und zweite Gattin des Kaisers Valerian (253–260).
Auf die Existenz Gallonias wird aufgrund einer 2004 publizierten Inschrift aus Bulzi auf Sardinien geschlossen, die sie als Augusta und Frau Valerians nennt. Über Gallonia ist daher sonst nichts bekannt, doch wird angesichts ihrer Namen eine Verbindung zu zwei bedeutenden Familien des Senatorenstandes, der gens Cornelia und der gens Gallonia, angenommen. So könnte die Kaiserin Cornelia Gallonia eine Verwandte des in der Epitome de Caesaribus erwähnten Gallonius Basilius gewesen sein, der angeblich auf Anweisung des sterbenden Kaisers Gallienus (Alleinherrschaft 260–268) dessen Nachfolger Claudius Gothicus die Reichsinsignien (indumenta regis) überbrachte. Die Historizität der Geschichte und Person des Gallonius Basilius ist umstritten, doch würde er als historische Person durch eine verwandtschaftliche Beziehung zum Kaiserhaus an Wahrscheinlichkeit gewinnen.
Allerdings ist die Inschrift aus Bulzi in der publizierten Form sehr auffällig, da sie diverse sehr unübliche Formulierungen und Textbausteine enthält und die rekonstruierte Textform einige logische Probleme aufwirft. Daher nehmen Matthäus Heil und Werner Eck an, dass die Lesung und/oder Ergänzung der Inschrift durch den Herausgeber Raimondo Zucca fehlerhaft ist. Dafür spricht auch, dass Cornelia Gallonia in keiner anderen Quelle dieser Zeit als Mitglied des Kaiserhauses erwähnt wird, obwohl die Familienmitglieder gerade in der Zeit der Soldatenkaiser (235–284) stets öffentlichkeitswirksam präsentiert wurden, neben den Inschriften vor allem auch in der Münzprägung. Aus dem Fehlen jeglicher sicherer Quellenzeugnisse ergibt sich Heil und Eck zufolge als wahrscheinlichste Schlussfolgerung, dass die Kaiserin Cornelia Gallonia nie existiert hat. Möglicherweise beruht die Inschrift aus Bulzi auf einer Verwechslung mit Cornelia Salonina, der Frau von Valerians Sohn Gallienus.
In der Historia Augusta, einer spätantiken Biographiensammlung, wird ein Valerianus iunior genannt, ein zweiter Sohn des Kaisers Valerian, der von einer anderen Mutter stamme als sein älterer Bruder Gallienus. Nach der Entdeckung der sardinischen Inschrift wurde diese Bemerkung als Bestätigung gewertet, dass es eine Kaiserin Cornelia Gallonia gegeben habe. Allerdings könnte an dieser Stelle auch eine Verwechslung mit Valerianus Caesar vorliegen, dem Enkel des Valerian und Sohn des Gallienus.